# Jaap Mol
Jaap Mol (Koog aan de Zaan, 1912. február 3. – Amszterdam, 1972. december 9.) holland válogatott labdarúgó.
A holland válogatott tagjaként részt vett az 1934-es világbajnokságon.